# 希爾斯弗拉特 (加利福尼亞州)
希爾斯弗拉特（英語：Hills Flat）是位於美國加利福尼亞州內華達縣的一個非建制地區。該地的面積和人口皆未知。

## 地理
希爾斯弗拉特的座標為39°13′27″N 121°03′12″W / 39.22417°N 121.05333°W，而該地的平均海拔高度為749米（即2457英尺）。